# Villar del Río
Villar del Río – gmina w Hiszpanii, w prowincji Soria, w Kastylii i León, o powierzchni 127,03 km². W 2011 roku gmina liczyła 165 mieszkańców.